# Zapotèque de Tabaa
Le zapotèque de Tabaa (ou zapotec de Villa Alta central) est une variété de la langue zapotèque parlée dans l'État de Oaxaca, au Mexique.

## Localisation géographique
Le zapotèque de Tabaa est parlé dans l'État de Oaxaca, au Mexique,.